# 4507 Petercollins
A 4507 Petercollins (ideiglenes jelöléssel (4507) 1990 FV) a Naprendszer kisbolygóövében található aszteroida. Siozava Hitosi és Kizava Minoru fedezte fel 1990. március 19-én.